# مرشية
مِرَشَّيَّة  أو إسبرغولة أو سَبَرْغُولة أو قُلَيْقَلة (الاسم العلمي: Spergula)، جنس نباتات عشبية مُزهرة من فصيلة القرنفلية. يشيع وجود الجنس في الأراضي العشبية، مهده نصف الكرة الشمالي، ولكنه موجود الآن في جميع أنحاء العالم.

## الأنواع
يشمل الأنواع التالية
- Spergula arvensis L.[8]
- Spergula calva Pedersen
- Spergula depauperata Pedersen
- Spergula fallax (Lowe) E.H.L.Krause
- Spergula grandis Pers.
- Spergula levis (Cambess.) D. Dietr.
- Spergula maritima Pedersen
- Spergula morisonii Boreau
- Spergula pentandra L.
- Spergula platensis (Cambess.) Shinners
- Spergula ramosa (Cambess.) D. Dietr.
- Spergula rubra J. Presl & C. Presl
- Spergula viscosa Lag.: